# HD109704
HD109704 — хімічно пекулярна зоря спектрального класу A2, що має видиму зоряну величину в смузі V приблизно  5,9.
Вона  розташована на відстані близько 224,3 світлових років від Сонця.

## Фізичні характеристики
Зоря HD109704 обертається 
дуже швидко 
навколо своєї осі. Проєкція її екваторіальної швидкості на промінь зору становить  Vsin(i)=154км/сек.